# Coût moyen incrémental de long terme
Le coût moyen incrémental de long terme, noté CMILT (ou LRAIC en anglais), est une référence de coûts utilisée notamment dans les problématiques de concurrence et de régulation, dans le secteur des télécommunications, de l'énergie et des transports.
Pour une entreprise fabricant deux produits A et B, le CMILT du service B correspond à l'ensemble des coûts que cette entreprise éviterait si elle ne produisait pas le produit B mais continuait à produire le produit A. Le CMILT(B) est ainsi fonction de B car dépendant des exigences de B sachant la préexistence de la production de A. De la sorte, le CMILT de B est défini, en considérant C comme le coût total, par :
CMILT(B) = C(A+B) - C(A)
Par conséquent, dans le cas d'une entreprise mono-produit ne fabricant que le bien A, le CMILT du produit A est égal au coût total de l'entreprise C(A).
En revanche, dans le cas d'une entreprise multi-produits, le CMILT du bien A est en général inférieur au coût total de production du bien A.

## Exemple des coûts retenus dans le CMILT
Pour bien comprendre le périmètre des coûts considérés par le CMILT, il est nécessaire de donner quelques définitions de coûts à titre préliminaire.
Par exemple, lors de la construction d'un avion de ligne, il pourrait être légitime de vouloir calculer le coût de la première classe (bien A), de la classe business (bien B) et de la classe économique (bien C). Au sein de cet avion de ligne on peut considérer plusieurs univers de coûts :
- les coûts spécifiques au produit A - il s'agit des coûts des "outils" de production uniquement utilisés pour produire le bien A.

Dans notre exemple, il peut s'agir du coûts des sièges spacieux dont bénéfice uniquement la première classe.
- les coûts joints des biens A et B - il s'agit des coûts des "outils" de production uniquement utilisés pour produire les biens A et B. Dans notre exemple, il peut s'agir des toilettes à l'avant de l'avion qui ne sont utilisées que par la première classe et la classe business.

- les coûts communs - il s'agit des coûts utilisés pour la production de l'ensemble des biens de l'entreprise.

Dans notre exemple, il peut s'agir des moteurs, du cockpit, du fuselage, etc.
Pour les coûts spécifiques au produit A, on comprend aisément qu'ils fassent partie du CMILT du bien A, car si le bien A n'était pas fabriqué les coûts spécifiques ne seraient pas subis.
Pour les coûts joints et les coûts communs, le caractère incrémental du coût doit être apprécié avec attention. Le raisonnement à suivre sera exposé à travers plusieurs exemples illustrant les différents cas de figure pouvant se présenter.
Exemple de coût joint non incrémental : Les toilettes à l'avant de l'avion
Il s'agit d'un coût joint entre la première classe et la classe affaires. Or, si l'avion ne dispose pas de première classe, le constructeur mettra tout de même des toilettes à l'avant pour desservir la classe affaires. Ainsi, les toilettes à l'avant ne représentent pas un coût incrémental lié à la première classe et ne sont pas à retenir.
Exemple de coût commun incrémental: Le fuselage et les moteurs
Si le constructeur ne propose pas de première classe, on peut penser que l'avion sera plus court (moins de longueur de fuselage) et donc plus léger (besoin de moteurs plus petits). La part incrémentale des coûts de fuselage et de moteurs liée à la première classe doit donc être retenue dans le CMILT de la première classe.
Exemple de coût commun non incrémental: Le cockpit
Le cockpit entre dans la définition des coûts incrémentaux d'aucune classe de l'avion. En effet, on peut considérér que l'ajout d'une classe dans un avion de ligne n'entraîne pas de modification du coût du cockpit.

## Problématique des vrais coûts communs
Selon la définition donnée par la Commission Européenne, si un coût commun entre dans le champ d'aucun CMILT, il s'agit d'un "vrai coût commun".
À ce titre, il convient de préciser que même si la comptabilité de l'entreprise alloue une quote-part de ce vrai coût commun à chacun des produits fabriqués, cette quote-part ne doit pas être retenue dans le CMILT.
En présence de vrais coûts communs, la somme des CMILT est inférieure au coût total de l'entreprise.